# 野崎國勝
野崎 國勝（のざき くにかつ、1942年（昭和17年）5月30日 - ）は、日本の政治家。元阿波市長（2期）。徳島県阿波市出身。

## 経歴
旧阿波郡阿波町善地（現在の阿波市）で生まれる。日本獣医畜産大学卒業。
1966年（昭和41年）、徳島県庁に入庁。その後、脇町農林事務所長、農林水産部次長、農林水産部参事などを歴任し2002年（平成14年）3月に退職する。
2005年（平成17年）7月から2007年（平成19年）4月まで阿波市助役、2007年4月から2009年（平成21年）2月まで阿波市副市長を務める。同年、阿波市長選に出馬し初当選を果たした。
2013年（平成25年）4月7日に告示された阿波市長選挙で、無投票により再選。
2017年（平成29年）1月14日、同年4月9日に告示される次期阿波市長選挙に立候補をしない意向を固め、同日、後援会幹部に不出馬の意向を伝えた。不出馬の理由として「体力的に次の4年間、十分できるか不安があるから」と述べた。